# Pumpspeicherwerk Jochberg
Pumpspeicherkraftwerk Jochberg war ein in Jachenau in den bayerischen Alpen geplantes Pumpspeicherwerk. Es sollte zur Stabilisierung des Stromnetzes die Leistungsspitzen aus regenerativen Energiequellen wie Wind- oder Sonnenenergie kurzfristig speichern und diese bei erhöhtem Bedarf dem Netz wieder zuführen. Der Walchensee sollte als Unterbecken dienen, und das Oberbecken war in einer Mulde ostwärts der Jocheralm unterhalb des Jochbergs vorgesehen.
Am 6. September 2014 wurde bekannt, dass die Bayerische Staatsregierung das Projekt aus wirtschaftlichen Gründen nicht weiterverfolgen wird. Gemäß einer gemeinsamen Erklärung zwischen dem österreichischen Vizekanzler Reinhold Mitterlehner und der bayerischen Wirtschaftsministerin Ilse Aigner sollen stattdessen österreichische Pumpspeicherkapazitäten, wie in Kaprun, genutzt werden.
Am 30. September 2014 stellte Wirtschaftsministerin Ilse Aigner die Potentialstudie für Pumpspeicherwerke in Bayern vor. Darin wurde das Jochberg-Projekt unter den Top 16 Möglichkeiten gleich zweifach genannt – mit den Unterbecken Walchensee und Kochelsee. Zum selben Termin wurde das Gutachten des bayerischen Wirtschaftsministeriums zur Rentabilität von Pumpspeicherkraftwerken veröffentlicht, das zu dem Ergebnis kommt, dass unter den gegenwärtigen Marktbedingungen „keine Investitionen in PSW zu erwarten sind“. Andererseits wird betont, dass „Pumpspeicherkraftwerke noch auf absehbare Zeit die preiswerteste großtechnische Speicheroption bleiben werden. Daher sei es wichtig, dass dieser Technologie ein Platz im Markt auch unter den heutigen ungünstigeren energiewirtschaftlichen Rahmenbedingungen (geringe Preismargen und Erlöse für Regelleistung) erhalten bleibt“.

## Allgemeines
Die Bauzeit war von 2018 bis 2023 geplant, die Baukosten wurden mit 600 Mio. € angegeben. Als Betreiber galt die Energieallianz Bayern, ein Zusammenschluss von 32 Unternehmen, meist bayerische kommunale Stadt- und Gemeindewerken. Ende September 2013 verkündete die Energieallianz Bayern wegen schwieriger Grundstücksverhandlungen und bis zu einer klaren Stellungnahme der Staatsregierung zunächst einen Planungsstopp für das Projekt.

## Geplante technische Ausrüstung

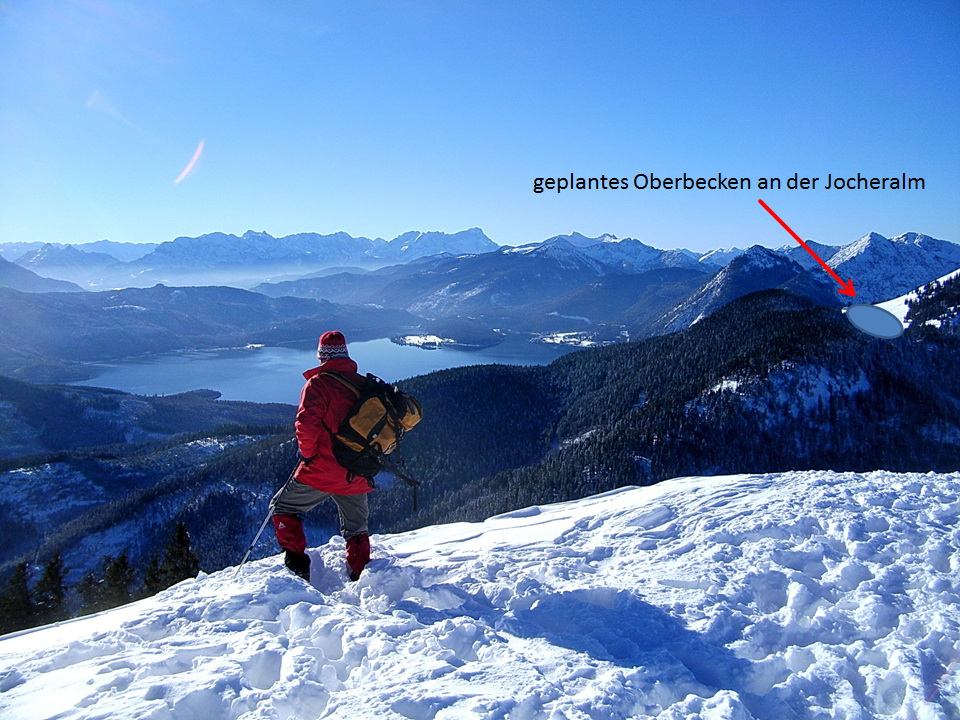
Geplantes Oberbecken des PSW Jochberg

Der gewählte Standort ermöglicht eine große Fallhöhe (577 m) bei geringer Entfernung der beiden Becken. Das Kraftwerk mit drei Pumpturbinen vom Francis-Typ mit einer Gesamtleistung von 700 MW sollte in einer unterirdischen Kaverne gebaut werden. Die Turbinen hätten bei einem Durchfluss von 139 m³/s sechs Stunden im Volllastbetrieb arbeiten können. Der Stauinhalt des oberen Beckens hätte für ein Arbeitsvermögen von 4200 MWh gereicht. Das geplante obere Becken hätte eine Staufläche von ca. 22 ha und einen Speicherinhalt von 3 Millionen m³ Wasser gehabt. Der Absperrdamm wäre bis zu 30 m hoch gewesen und war als zu begrünender Schüttdamm vorgesehen. Der Wasserspiegel des Walchensees hätte durch den Pumpspeicherbetrieb um etwa 18 cm geschwankt. Der Betrieb des schon vorhandenen Walchenseekraftwerks kann Wasserspiegelschwankungen bis 6 m verursachen.

## Kritik
In der öffentlichen Wahrnehmung waren im Laufe des Jahres 2013 eher die Gegner des Projektes präsent. Natur- und Heimatschutz sowie Zweifel an der Sinnhaftigkeit eines Pumpspeicherwerks waren die vorwiegend vorgetragenen Gegenargumente. Es wurde auch befürchtet, dass es zu einer Vermischung von warmem Oberflächen- und kaltem Tiefenwasser kommen könnte, durch die der Walchensee im Sommer zum Schwimmen zu kalt werde. Ilse Aigner, die bayerische Staatsministerin für Wirtschaft und Medien, Energie und Technologie, dagegen äußerte anfangs, ohne Pumpspeicherkraftwerke werde die Energiewende nicht gelingen, und sie könne sich ein Pumpspeicherkraftwerk auf dem Jochberg grundsätzlich vorstellen.
Bei ihrem Besuch in Jachenau am 29. November 2013 erklärte Aigner, die Energiewende zu gestalten, sei eine große Aufgabe. Vor Aussagen zu einem Einzelprojekt wie das PSW am Jochberg brauche es erst ein Gesamtkonzept, das – wie auch die Beschlüsse über Änderungen des Erneuerbare-Energien-Gesetzes – nicht vor Mitte 2014 vorliegen werde. Ohne diese Rahmenbedingungen könne kein Investor entscheiden, ob ein Projekt wie das am Jochberg Sinn habe.
Kritik übte Ludwig Hartmann, Fraktionschef der Grünen im Landtag, an der Regierungsentscheidung zum Abschied vom Pumpspeicherwerk Jochberg. „Je mehr in Österreich gespeicherte Energie nach Deutschland kommt, um so mehr Stromleitungen müsste man auch in Bayern bauen.“ Bereits bei Bekanntwerden des Projekts hatten die Grünen den Bau nicht grundsätzlich abgelehnt.